# Linte
Lintea (denumită științific Lens culinaris) este o plantă anuală leguminoasă, scundă, păroasă, cu frunzele paripenat-compuse ale cărei semințe sunt comestibile. Etimologic, numele acestei plante înseamnă lentilă și provine din latinescul lens, datorită formei bombate și circulare a semințelor.
Planta are cca 40 cm iar semințele se găsesc în păstăi, ca și mazărea și fasolea. Spre deosebire de mazăre și fasole, semințele de linte sunt în general numai câte două în fiecare păstaie. Există mai multe varietăți de linte – semințele diferă atât din punctul de vedere al culorii (portocaliu, verde, verde închis, maro) cât și al dimensiunii și timpului de fierbere.

## Lintea ca aliment

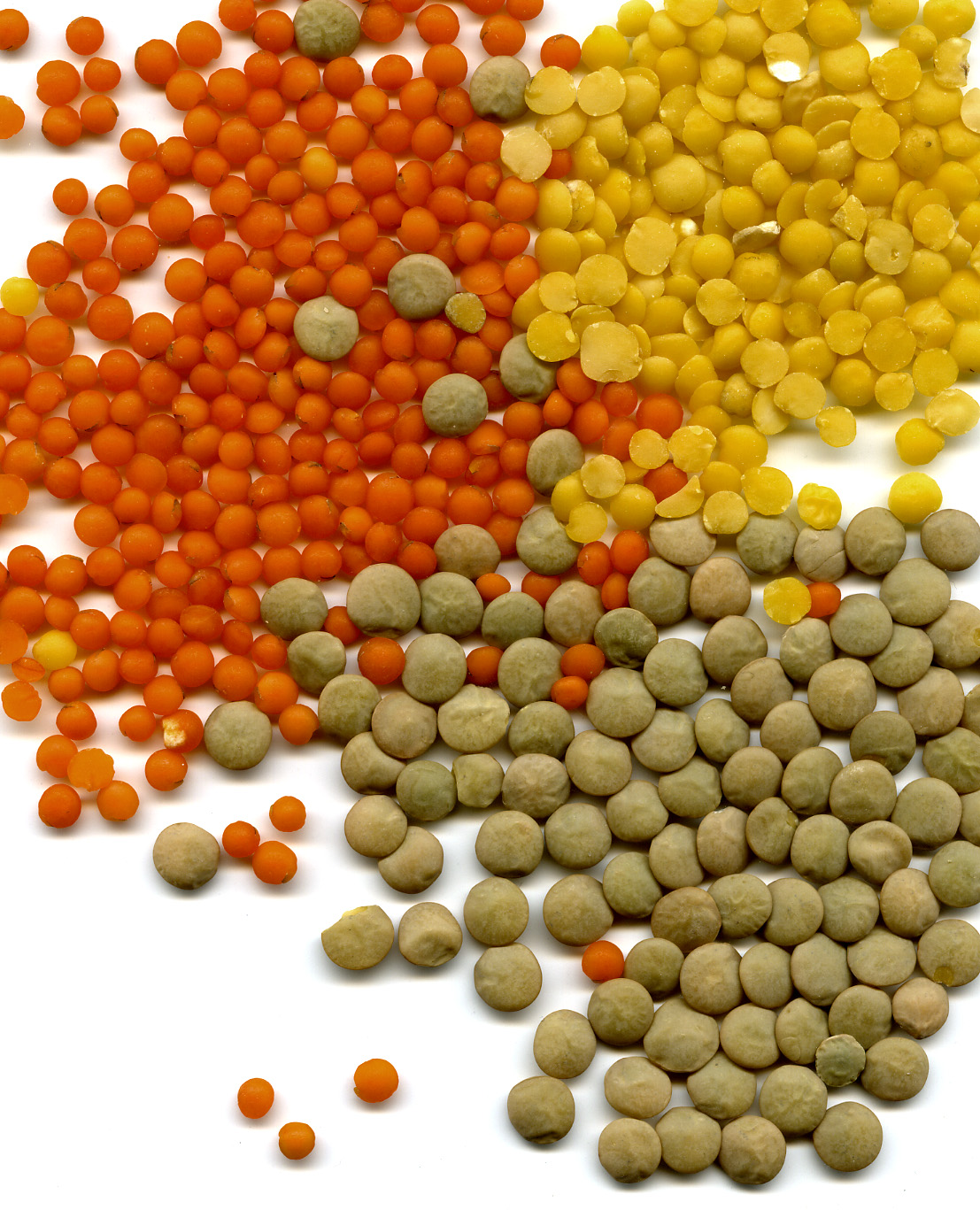
Diferite soiuri de linte

Alături de soia, lintea este opțiunea alimentară preferată de vegetarieni și populațiile cu tradiție vegetariană. Datorită timpului de fierbere redus, lintea este o excelentă alternativă la fasole, în preparate pasate, în supă, în asociație cu orez, carne și legume.
Lintea este catalogată ca aliment de grad nutrițional A datorită conținutului ridicat de fibre, fier, magneziu, fosfor și proteină și conținutului extrem de scăzut de grăsimi. Lintea are un aport caloric de cca 110-160 kcal/100g, în funcție de varietatea preparată și modul de preparare.

## Istoric și origini
Lintea este o plantă originară din Orientul Apropiat și a fost una dintre primele plante cultivate de om pentru a fi utilizată în alimentație, încă din Neolitic.
În prezent, lintea este utilizată extensiv la scară globală, fiind preferată de populația asiatică și mediteraneană, precum și de către vegetarieni.